# Platycerus caprea
Platycerus caprea is een keversoort uit de familie vliegende herten (Lucanidae). De wetenschappelijke naam van de soort is voor het eerst geldig gepubliceerd in 1774 door De Geer.